# NPO Basalt
NPO Basalt (russisch НПО «Базальт») ist ein russisches Unternehmen der Rüstungsindustrie. Es wurde 1938 zu Zeiten der Sowjetunion gegründet und ist heute über die Holdinggesellschaft Tecmasch im Besitz des russischen Staatskonzerns Rostec.

## Geschichte

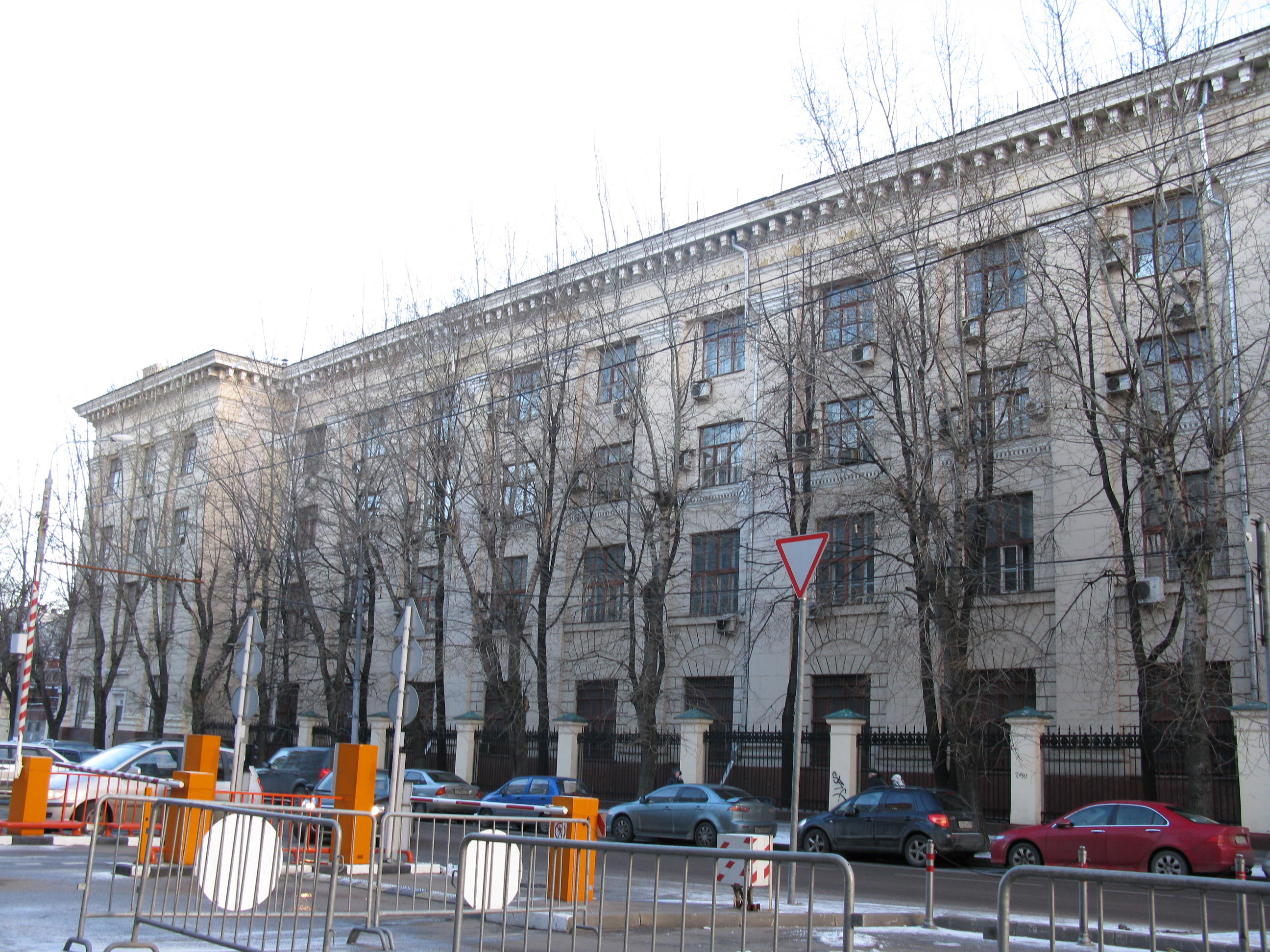
Hauptgebäude in Moskau

Basalt ist eines der ältesten noch bestehenden Rüstungsunternehmen in Russland, dessen Wurzeln in der Zeit des Ersten Weltkrieges liegen. Die eigentliche Gründung erfolgte im Jahre 1938 unter dem Namen „Staatliches Konstruktionsbüro № 47“ (Государственное союзное конструкторское бюро 47, ГСКБ-47, GSKB-47). Ursprünglich wurden Fliegerbomben entwickelt. Bei Beginn des Krieges gegen die Sowjetunion 1941 war die Produktion um Mörsergranaten verschiedener Kaliber erweitert worden. In der Kriegszeit wurden ferner Landminen, Flammenwerfer und Ausrüstung für Sabotageoperationen und den Partisanenkrieg in Produktion gegeben. 1944 erhielt das Büro als erstes der zahlreichen Konstruktionsbüros den Leninorden.
Am bekanntesten wurde das Unternehmen in der Nachkriegszeit für seine erfolgreiche RPG-Reihe von rückstoßfreien Panzerabwehrhandwaffen. Daneben wurden aber auch weiterhin Abwurfmunition (darunter Streubomben), Gefechtsköpfe für Raketen und Granaten hergestellt. Lizenzen für den Nachbau verschiedener Waffen wurden in mehrere Länder verkauft, so etwa an das chinesische Unternehmen Norinco.
Den Namen „NPO Basalt“ trägt das Unternehmen seit 2012.
Im Juli 2014 wurde das Unternehmen als Reaktion auf die russische Annexion der Krim durch die Executive Order 13662 auf die Sanktionsliste des Office of Foreign Assets Control des Finanzministeriums der Vereinigten Staaten gesetzt. Die Europäische Union schloss sich den Sanktionen in der Entscheidung 2014-512-CFSP des Rates der Europäischen Union an.